# A-91
А-91 — російський автоматно-гранатометний комплекс, розроблений у Конструкторському бюро приладобудування на початку 1990-х років. Існує варіант 5,56 А-91, що вирізняється використанням патронів 5,56×45 мм замість 7,62×39 мм.

## Конструкція
Комплекс складається з 7,62-мм автомата і 40-мм підствольного гранатомета (у ранніх зразках гранатомет розміщувався над стволом). Автоматика працює завдяки відведенню порохових газів із каналу ствола; замикання ствола здійснюється поворотом затвора. Автомат побудовано за компонуванням буллпап, при цьому було вирішено одні з істотних недоліків цього компонування — зміщення центру мас зброї і близьке до лиця стрільця розташування екстрактора, через що зброєю, призначеною для використання правшами, не можуть користуватися шульги, оскільки розпечені стріляні гільзи летять їм в обличчя. Першу проблему усунув підствольний гранатомет, а для екстракції гільз було зроблено спеціальний канал, яким гільзи проходили вперед і виходили назовні з правого боку поряд із пістолетною рукояткою. Закритість ствольної коробки також захищає її від потрапляння бруду, що позитивним чином позначається на надійності.
Зброя має рукоятку для перенесення, під якою розташовано укріплену на штоку поршня рукоятку заряджання, здатну відхилятися обабіч. У рукоятку вбудовано приціл, а мушка на високій підставці розташована на стволі. Трипозиційний запобіжник-перемикач режимів стрільби розташований праворуч на ствольній коробці над гніздом для магазина і дозволяє вести вогонь одиночними пострілами та безперервними чергами. Цівка і пістолетне руків'я становлять єдине ціле з пластмасовим корпусом. На прикладі розташований гумовий потиличник для пом'якшення відбою.
Підствольний гранатомет має власний приціл, змонтований зліва, а також спусковий гачок, розташований перед автоматним. Гранатометний вузол виконаний змінним.